# 宇宙大怪獣ドゴラ

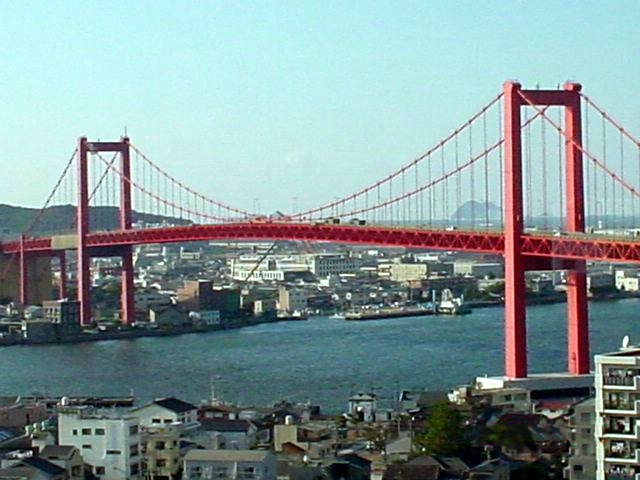
公開前々年に開通したばかりの若戸大橋。劇中でドゴラによって破壊される。

『宇宙大怪獣ドゴラ』（うちゅうだいかいじゅうドゴラ）は東宝が製作し、1964年（昭和39年）8月11日に封切り公開された日本の怪獣映画。総天然色、東宝スコープ。監督は本多猪四郎、主演は夏木陽介。
同時上映は『喜劇 駅前音頭』。
ドゴラは、本作品の劇中に登場する宇宙怪獣の名称。単独怪獣映画としては昭和最後の作品となった。

## 概要
従来の着ぐるみによる怪獣映画とは異なり、光学合成による不定形の宇宙怪獣の表現に挑んだ異色作。ストーリー面でも、従来の人間対怪獣の構図に並行して宝石強盗団とそれを追うダイヤGメンや刑事との攻防戦が描かれるなど、スパイ映画のような要素が取り入れられており、娯楽性を高めている。脚本を手掛けた関沢新一はアクション映画も多数手掛けており、本作品にもアクションシーンなど当時大流行していた「007シリーズ」の影響が見られる。
タイトルにある怪獣ドゴラは大変な工夫と苦労を重ねて撮影されたが、後述の理由によって姿が不明瞭な怪獣とならざるを得なかったため、内容が人間アクションに重点を置いている理由にはこのような面もあった。
ドゴラを表現する技術力は評価されているが、怪獣としてのキャラクター性は薄いとされる。東宝プロデューサーの田中友幸は、自身では好きな作品であるとしつつ、目先を変えようとしてストーリーにリアリティを持たせたものの、ドゴラの形状が曖昧でうまくいかなかったと述べている。本作品と『マタンゴ』の興行的失敗から、本格SF路線はゴジラシリーズなどの怪獣路線に吸収されていった。一方、『三大怪獣 地球最大の決戦』や『怪獣大戦争』など、本作品と同じく関沢が脚本を手掛けた怪獣映画では、人間ドラマを中心とした作品が増えていった。

## ストーリー
日本上空を周回中の宇宙電波中継所のテレビ中継衛星が、宇宙線のような高熱体の襲撃を受け、爆発する。それと並行して世界各国の宝石店が襲われ、多量のダイヤモンドが盗まれる事件が頻発する。東京でも同様の強盗事件が発生したため、警視庁はこれらの盗難事件を全世界に指名手配されている宝石強盗団一味の仕業と判断して捜査を開始した。しかし、強盗団側は体が浮かび上がるなどの怪現象に妨害されてダイヤを横取りされており、自分たちに便乗する他勢力の仕業と考えて苛立っていた。
警視庁外事課の駒井刑事は、マークと名乗る謎の外国人を宝石強盗団の一員と見て追跡中、彼が逃げ込んだと思われる、ダイヤモンドの研究を行なっている宗方博士の屋敷を訪れるが、あと一歩のところでマークに出し抜かれてダイヤを強奪されてしまう。ところが強盗団側もダイヤを横取りした容疑者としてマークを狙っており、彼を拉致してダイヤを奪い取ってしまう。やがて、マークが強奪したダイヤは宗方博士が開発・研究中の模造品「人造ダイヤ」であったことが判明し、マークもまた強盗団の隙を突いて逃亡する。一方、宗方博士の助手をしている女性・昌代を護衛していた駒井と、昌代の兄で電波異常の調査をしていた桐野の目の前で、貯炭場の石炭が空に吸い取られるという事件が起きる。
数日後、横浜に入港した船からダイヤが輸送されるという情報を掴んだ強盗団は輸送トラックを襲撃するが、彼らを追っていたマークとの銃撃戦になる。その最中、突如石炭を積んだトラックが浮遊してダイヤを輸送していたトラックに落下するという怪現象が起きる。強盗団はダイヤの保管ケースをなんとか強奪するが、中身は氷砂糖にすり替えられていた。後日、宗方博士のもとを訪れた駒井刑事ら警視庁と合流したマークは、自身が世界ダイヤ保険協会の調査官（ダイヤGメン）であることを明かし、共同で強盗団に立ち向かうことになる。
それからまもなく、宗方博士や国連科学委員会の調査により、一連の怪事件は突然変異した宇宙細胞の仕業であることが判明する。炭素をエネルギー源としている宇宙細胞は、エネルギー補給のために炭素を大量に含んだダイヤモンドや石炭などの物質を必要としていた。そして、巨大化した宇宙細胞は「ドゴラ」と命名される。次々と世界各国を襲撃していくドゴラに対し、とくに石炭の産地として有名だった福岡県の北九州市では自衛隊が集結して対空砲で迎え撃つが、ドゴラはまったく動じずに石炭を吸い上げ続けながら、触手を伸ばして若戸大橋を持ち上げ、水面に叩きつける。そこで自衛隊は対空ミサイルを発射してドゴラを粉砕するが、ドゴラは無数の小さく光る細胞に変化し、状況は悪化してしまう。しかし、ジバチの群れが上空に現れるとドゴラは消え去り、岩のような物体が降ってきた。実は、ドゴラの細胞はジバチの毒によって結晶化するという弱点を持っており、炭鉱にある巣をドゴラに襲われたジバチが反撃したことによってそれが判明する。ドゴラ対策に躍起になっていた宗方博士は、ジバチの毒を世界中で大量生産することを指示する。一方、何らかの目的で東京を離れたマークと彼の動向を疑う駒井、そしてマークが横浜ですり替えたダイヤを隠し持っていると推測した強盗団も北九州を訪れる。
数日後、再び北九州市にドゴラが出現。自衛隊は蜂毒による反撃を開始し、ドゴラの群れを次々に結晶化させていく。時を同じくしてマークと駒井は強盗団に襲撃されダイナマイトで爆破されそうになるも、かろうじて脱出に成功。強盗団はマークが隠し持っていたダイヤを奪って国外逃亡を図ったが、駒井たち率いる警官隊との銃撃戦の末に結晶化したドゴラの下敷きとなって全滅した。
全世界で実施された作戦によって地球上のドゴラは全滅。宗方博士は国連で宇宙細胞の平和利用を訴えるためアメリカへと旅立つことになる。同じ飛行機に乗り合わせたマークは、横浜ですり替えたダイヤが囮捜査用の模造品であり、そもそも本物のダイヤは初めから存在していなかったことを明かして帰国の途に就く。駒井と昌代、桐野は二人の出発を笑顔で見送るのだった。

## 宇宙大怪獣ドゴラ
原水爆実験の影響によって放射線が蓄積して一種の「吹き溜まり」状態になっている日本の上空にて、その影響によって宇宙を漂流していた単細胞生物が突然変異し、複数の単細胞が細胞分裂を繰り返しながら超巨大な宇宙細胞に融合した怪獣。
炭素をエネルギー源として常食しているため、ダイヤモンドや石炭などの炭素物質を狙って世界各国の炭鉱地帯や貴金属店を襲撃する。単細胞状態では細胞全体から金庫の扉を溶かすほどの高熱を発するほか、人間やトラックを浮遊させることで排除できる。その後、北九州上空で複数の細胞が結合してクラゲ状の生物となり、巨大な触手で若戸大橋を持ち上げて破壊する。3本の触角からは特殊エネルギーを発して鉄をも溶かすことができる。
軟質な体のため対空砲による攻撃はまったく効果がなかったが、対空ミサイルで粉砕されたことにより、単細胞状のドゴラが大量発生する。しかし、ジバチの毒で細胞が結晶化することが判明すると、ジバチ毒を積んだ落下傘やF-86戦闘機などの攻撃で石化し、全滅する。

### デザイン
デザインモチーフはクラゲ・タコ・ヒトデ。デザイン担当については、小松崎茂とする説と飯塚定雄とする説が存在している。書籍『大ゴジラ図鑑2』ではデザイン画は小松崎、原案は飯塚、書籍『東宝特撮映画大全集』では、デザイン担当は小松崎、最終決定画は飯塚と記述している。
雑誌『宇宙船』では、本作品の公開3年前に漫画雑誌『週刊少年サンデー』（小学館）での怪獣絵物語用に小松崎がデザインした怪物のイラストを立体化したものであると記述している。小松崎は、本作品と同時期にテレビ企画『Woo』でも同様の不定形生物を描いていたほか、書籍『東宝特撮映画大全集』では『アメリカン・ジオグラフィック』のクラゲ特集から着想を得たと記述している。
一方、飯塚は自著の中で自身がデザインを行ったことを語っている。飯塚によれば、西伊豆に旅行へ行った際に監督の本多猪四郎から電気クラゲを題材とする次回作の構想を聞いた後、特技監督の円谷英二からアイデアを要望されたという。また、5、6枚描いたうちの1枚がスチールにも用いられたが、版権料などの支払いはなかったことも証言している。

### 造型
撮影用のミニチュアは、素材探しから始まって撮影手法に至るまで試行錯誤が繰り返される、大変な手間のかかったものとなった。
東宝特殊美術スタッフの村瀬継蔵はドゴラのデザインを見て、当時はまだ開発段階であまり市場に出ていなかったソフトビニールを素材として使用することを思いつき、コニシの研究所に連日通っての練成実験で強度に目処がつくと、今度は千葉にあったソフビの貯金箱の工場を訪ね、雌型の制作を依頼した。この雌型には当時で20万円かかる非常に高価なものだったが、村瀬が円谷に相談すると「いいよ」と二つ返事で承諾してもらえたという。
次に、八木勘寿の作った1尺ほどのドゴラの粘土原型が先述の工場でソフビに焼かれ、ついにドゴラのミニチュアは完成した。しかし、通常の吊り操演では破れる危険性が生じたため、これを水槽に沈めてテグスで操る手法が用いられた。
こうして撮影が始められ、この軟らかい素材のミニチュアを水槽の中にテグスで吊り下げ、水槽下部に設置したバルブからの水流でフワフワとした宙を舞う不安定な「宇宙大怪獣」が表現されることとなった。しかし、この手法ではどうしても細かい泡が発生し、画面に映り込んでしまう。また、水道局による毎週のカルキ投入日には水道水が白く濁ってしまうため、水槽の水を透明に保つのに苦労してあまり特撮カットが稼げなかったという。雲から現れるシーンは、水槽とカメラの間にスモークを炊いて撮影している。
造形物自体も埃がついて汚れやすいため、取り扱いに苦労したという。村瀬は、後年のインタビューで苦労して仕上げたのでもう少し出番があっても良かったと述懐している。
単細胞状態のドゴラは、有機ガラスをガラスに挟んで表現され、実景と合成された。結晶状態のドゴラは、塩化ビニールを熱加工して貼り合わせた15センチメートルほどのミニチュアに発光ダイオードを仕込み、ピアノ線から電流を送って発光させた。
若戸大橋に巻き付くシーンなど一部では、触手がアニメーションで表現された。

### その他
検討用台本『スペース・モンス』では、分裂した個体が地上に上陸し、人間大でも出現するという描写が存在した。また、最後は炭素を窒素に変換するベータ線発生器で退治されるという展開であった。
ドゴラの鳴き声は、アサリの呼吸音をピックアップマイクで拾って加工したものとして、公開時に大いに喧伝された。脚本では「蛤のようなもの」と記述されていた。この声は、『怪獣大戦争』（1965年、本多猪四郎監督）の劇中に登場する警報機「レディーガード」の効果音と混ぜ、円谷特技プロ制作の特撮テレビドラマ『ウルトラマン』（1966年、TBS）でバルタン星人の登場効果音に流用された。
落下して潰れる密輸団の自動車やダイヤ輸送トラックのミニチュアは、郡司模型製作所に外注された、ブリキの叩き出しによる金属製のミニチュアが使われ、金属ミニチュアならではのリアルなクラッシュ表現に成功している。
後年のDVDパッケージなどにも用いられた公開当時の宣伝用ポスターでは、建物やF-104を空中に舞わせるドゴラの姿が描かれていたが、作中にそのような場面は存在しない。

### 他作品に登場したドゴラ
ソノシート「宇宙怪獣対地球怪獣」（1966年、朝日ソノラマ『大怪獣戦 30怪獣大あばれ!!』に収録）
地球を襲う宇宙怪獣の1体として登場する。
『怪獣大全集3 怪獣絵物語ウルトラマン』（1967年、著：金城哲夫、ノーベル書房）
宇宙人や宇宙怪獣によるウルトラマン攻略会議の場面の挿し絵（作画・南村喬之）で、バルタン星人やメフィラス星人にまじってドゴラらしき宇宙人が列席しているのが描かれている。
ファミリーコンピュータ用ゲーム『ゴジラ』（1988年、東宝）
登場怪獣中では唯一背景として登場している。
特撮テレビ番組『ゴジラアイランド』（1997年、テレビ東京）
死霊界からやってきた人語を話す死神という設定で、ゴジラにスペースゴジラの霊を憑依させる。語尾に「〜ですはい」と付けて話す。武器はエロエロアザラシの呪文、名刺手裏剣など。スペースゴジラが倒された後、天国から天使の輪が飛んできて昇天させられる。造形物はマーミットのソフビ人形。声は山口勝平。
『ゴジラ×メカゴジラ』（2002年）
劇中には登場しないが、背景設定として製作補の山中和史により執筆された「特生自衛隊前史」では、劇中世界の1964年に出現。顛末はおおむね本作品に準じるが、自衛隊の行動の不備により巨大生物専門の組織を編成すべきとの意見が出たとされる。
アニメ映画『GODZILLA 怪獣惑星』（2017年、東宝）
作中における地球で2番目に出現した怪獣かつ人類史上初の宇宙怪獣とされ、イギリスで推定約390万人が死傷した。
前日譚である小説『GODZILLA 怪獣黙示録』では、宇宙空間にてミールとの接触を経て、その大気圏再突入に耐えて地球へ侵入し、2002年9月にロンドン上空に出現したことが言及されている。イギリス軍の攻撃から熱エネルギーを吸収して増殖し、生物を捕食しながらマンチェスターにまで勢力を拡大させるが、墜落したミールの中で雀蜂が生きていたことからその毒がドゴラに有効ということが判明し、有効な成分が特定される。それをイギリスとEU中の化学工場で量産して散布することにより、駆除された。しかし、被害は人的なものにとどまらず、ロンドン塔や時計塔といった歴史的建造物も多く破壊されてしまう。

## 登場兵器・メカニック

### 架空
合成地蜂毒
分裂したドゴラの細胞が筑豊地域の廃坑に生息するジバチの毒で結晶化することが判明したため、全世界の製薬会社に発注される。筑豊地域に出現したドゴラに対し、特殊噴霧器や落下傘、F-86戦闘機から散布され、すべてのドゴラを結晶化させることに成功する。
なお、「ジバチ」とはクロスズメバチの地域名だが、劇中に登場するジバチがスズメバチのことかは不明。

特殊噴霧機（特殊噴霧器）
合成地蜂毒をドゴラに噴霧するために使用。四脚の先に61式戦車と同様のキャタピラが付いており、自走が可能。筑豊地域に出動し、石炭集積場を襲撃するドゴラに対して使用される。
- 造形物には、相模模型から発売された61式戦車の組み立てキットを用いている。

自走ミサイル発射器

### 実在

#### 自衛隊
- F-86F戦闘機[出典 25]（F-86Fセイバー旭光[69]）
- P2V-7偵察機[72]
- H-19A多用途ヘリコプター[72][20]（シコルスキーH-19 はつかり[73][69]）
- 2トン半トラック
- GMC 2.5tトラック
- 3/4tトラック
- 1/4tトラック
- トヨタ ボンネットトラック
- 203mmりゅう弾砲M2[20][70]
- M2 155mmカノン砲[73]
- 90mm高射砲M1
- M1騎銃
- AN/MPQ-10対砲レーダー

#### 警察・ダイヤGメン
- パトロールカー（トヨタ・ランドクルーザー40系第1期型）
- メルセデス・ベンツ・W112（駒井の車）
- フォルクスワーゲン・ビートル（マーク・ジャクソンの車）
- ブローニングM1910自動拳銃
- コルトM1903自動拳銃
- ベレッタ 70自動拳銃（INOXモデル）
- M1917リボルバー

#### 宝石強盗団
- プリンス・スカイライン（スポーツ・コンバーチブル/2代目型）
- プリンス・グロリア（2代目型）
- ワルサーPPK
- スタームルガーMkI
- FN ブローニングM1910
- コルトM1903
- ダイナマイト

## キャスト
- 駒井[出典 26]：夏木陽介
- 昌代[出典 27][注釈 15]：藤山陽子
- 桐野[出典 26]：小泉博
- 浜子[出典 28][注釈 16]：若林映子
- 宗方博士[出典 30]：中村伸郎
- 髭の男[出典 31]（国際ダイヤ強盗団ボス[27]）：河津清三郎
- マーク[74][78][注釈 17]：ダン・ユマ
- 岩佐[出典 26]（北九州地区防衛隊司令[80][27]）：藤田進
- 駒井の上司[出典 26]（警視庁外事課課長[80]）：田崎潤
- 多田[74][79][注釈 18]（国際ダイヤ強盗団）：田島義文
- 真木[74][35][注釈 19]（国際ダイヤ強盗団）：天本英世
- ダイヤ強盗団の手下A[74][35][注釈 20]（国際ダイヤ強盗団）：桐野洋雄
- ダイヤ強盗団の手下B[出典 33][注釈 21]（国際ダイヤ強盗団）：若松明
- サブ[74][75]（国際ダイヤ強盗団）：加藤春哉
- 新田[74][75]：船戸順
- ダイヤ強盗団の手下[6][注釈 22]：堤康久
- 宗方博士の助手[出典 34]：岩本弘司
- 防衛隊幹部[27]：津田光男、熊谷卓三
- 石炭トラック運転手[74][75]：当銀長太郎
- 石炭トラック運転手[6][注釈 23]：広瀬正一
- 石炭トラックの助手[27]：中山豊
- 配送員[27]（ダイヤ配送車の助手席の男[89]）：上村幸之
- 火力発電所所員[27]：土屋詩朗、鈴川二郎
- ワゴン運転手[74][27]：坂本晴哉
- ワゴンの助手[74]：荒木保夫
- 新聞記者[出典 35]：澁谷英男
- 運搬会社主任[74][75]：岡豊
- 天宝堂宿直員[27][注釈 24]：千葉一郎、広田新二郎
- 宙に浮かぶ酔っ払い[27]：伊原德
- ダイヤ強盗団の手下[6][注釈 25]：岡部正
- 電波研究所所員[27]：大前亘
- 火力発電所作業員[27]：宇野晃司

### キャスト（ノンクレジット）
- 刑事：勝本圭一郎[93][94]
- 電波研究所所員：松下正秀[95][96]
- 自衛隊員：古谷敏[97]
- アナウンサー：池谷三郎[98]
- 野次馬：中島春雄[99]

## スタッフ
参照
- 製作：田中友幸、田実泰良
- 原作：丘美丈二郎『スペース・モンス』より
- 脚本：関沢新一
- 撮影：小泉一
- 美術：北猛夫
- 録音：矢野口文雄
- 照明：小島正七
- 音楽：伊福部昭
- 整音：下永尚
- 監督助手：佐野健
- 編集：藤井良平
- 音響効果：知久長
- 現像：東京現像所
- 製作担当者：中村茂
- 特殊技術
  - 撮影：有川貞昌、富岡素敬
  - 光学撮影：真野田幸雄、德政義行
  - 美術：渡辺明
  - 照明：岸田九一郎
  - 合成：向山宏
  - 監督助手：中野昭慶
  - 製作担当者：小池忠司
- 特技監督：円谷英二
- 監督：本多猪四郎

### ノンクレジット
- スチール：土屋次郎[6]
- スチール（特撮）：荒木伍一[6]
- 撮影助手（特撮）：川北紘一[6]
- 光学作画：飯塚定雄[100]
- デザイン：小松崎茂[55]
- 造型：村瀬継蔵[55]

## 製作
1962年に『スペース・モンス』の題で検討用台本が書かれたが、製作の決定は1964年に入ってからであった。当初、東宝では1964年夏に『続キングコング対ゴジラ』の公開を予定していたが実現には至らず、すでに脚本が存在した本作品が挙がったものとみられる。
原作は、「丘美丈二郎『スペース・モンス』より」となっているが、その内容は明確になっていない。丘美によれば明確な原作としては執筆しておらず、製作の田中友幸に提出した原案の中の一つであったといい、丘美自身は原案がその後どうなったか知らかなったと述べている。
脚本では怪獣名は決まっておらず、『地球戒厳令』『宇宙大怪獣（）』などの仮題が決定稿まで用いられていた。撮影時のタイトルも『宇宙大怪獣（）』であった。正式なタイトルの決定はクランクイン後の6月下旬であった。
監督の本多猪四郎は、企画当初から特撮を少なくしたサスペンスものを意図していたと証言している。
宗像博士のキャラクターは、演じる中村伸郎の人物像を反映している。劇中、宗方が自分のことを「ヤングソルジャー」と呼んでいるが、これは前年の国鉄総裁石田礼助の就任演説から採られている。

### 北九州市の描写
本作品は、五市合併と政令指定都市化間もない北九州市を舞台の1つとしており、当時の北九州市のランドマークがいくつも映画に登場する。ドゴラに破壊される「東洋一の吊り橋」若戸大橋や皿倉山の展望台などがそうであるが、中でも物語に大きく関わる筑豊炭田の石炭積出港としての若松港の情景は、本作品の公開後に急速なエネルギー転換が進み、過去のものとなっていく筑豊産炭地区に関する貴重な記録の1つとなっている。

### 特撮
特撮班は1964年6月10日にクランクイン、7月30日にクランクアップした。特技監督の円谷英二は、5月から日米合作映画『勇者のみ』の撮影に入っていたが、そちらの撮影を一時中断して本作品の制作に移っている。
本作品の最も特徴的なシーンとして、ドゴラがエネルギーとして求めている炭素を大量に含んだ石炭が、空中に渦を巻いて巻き上がるシーンがある。
このシーンでは、天井に吊るした一斗缶の中に入れた黒く着色した砂を回転させながら落下させ、石炭を表現している。しかし、当時のカメラでは高速度での逆回転撮影が不可能だったため、撮影に使用したカメラを逆さまにして正回転撮影を行なった。
一方、石炭の渦に巻き込まれて一緒に空中に舞い上がっていく鉄塔や煙突は操演で行っており、本編終盤で舞い上がるトロッコは上述の砂と一緒に落下させ、それを逆再生させている。

### 音楽
音楽は伊福部昭が担当した。伊福部は掴みどころのないドゴラの音楽に悩んだといい、『キングコング対ゴジラ』での大ダコと同様に苦労した旨を述べている。
ドゴラのテーマ曲では、ドゴラのとらえどころのなさをミュージックソーで表現しており、マイクの音量を操作してオーケストラにも匹敵する音量としている。
同年の『モスラ対ゴジラ』『三大怪獣 地球最大の決戦』では用いなかった人類側の主題となるマーチが取り入れられているが、伊福部マーチと総称される伊福部の同系統の楽曲の中では印象が薄いものとなっている。

## その他のエピソード
本作品公開のおよそ1か月前である1964年7月11日に公開された『無責任遊侠伝』（主演：植木等、監督：杉江敏男）のオリジナル予告編の末尾20秒ほどの部分に、本作品の特報が同時収録されている。本編の映像やスチールなどは使用せず、動く文字やイメージ的な特撮カットなどで構成されている。この特報映像は、『無責任遊侠伝』のDVDに映像特典として収録されている同作の予告編で確認できる。
イオンプロダクションのプロデューサーは、本作品を見たことで若林映子を『007は二度死ぬ』のボンドガールに指名したという。
若林は、浜辺に向かう坂を下るシーンで軽い捻挫を負ったという。

## 映像ソフト
- VHS 品番 TG4226[17][21]
- LD 品番 TLL2427[21]
- DVD
  - 2005年10月28日発売[106]。オーディオコメンタリーは夏木陽介[106]。
  - 2014年2月7日に期間限定プライス版が発売。
  - 2015年7月15日に「東宝DVD名作セレクション」として発売[107]。
- Blu-ray
  - 2022年6月15日に発売された『東宝 怪獣・特撮 Blu-ray 2枚組』に収録[108]。

## 関連作品
- 『外道記』 - 菊地秀行の小説。作中に登場するキャラクターを若き日の円谷英二が偶然目撃し、それをもとにドゴラが構想されたという設定。
- 『ALWAYS 三丁目の夕日'64』（2012年） - 1964年を舞台とした映画。劇中の商店街の掲示板に本作品のポスターが貼られている[109]。